# 상주중앙초등학교
상주중앙초등학교는 대한민국 경상북도 상주시 남성동에 있는 공립 초등학교이다.

## 학교 연혁
- 1946년	5월 8일 상주중앙공립국민학교 개교
- 1981년	3월 1일	병설유치원 설립 인가
- 1993년	10월 9일 현 교사로 이전
- 1993년	12월 18일 준공식 거행
- 1994년	3월 6일	학교급식 실시(도시형)
- 1996년	3월 1일	상주중앙초등학교로 교명 변경
- 2019년	9월 1일	제31대 이재병 교장 부임
- 2022년 12월 30일 제78회 졸업(졸업생 71명, 총 10,783명)
- 2023년	2월 10일 제42회 유치원 졸업(졸업생 24명, 총 1,783명)
- 2023년	3월 1일	초등 17학급, 특수 2학급, 유치원 3학급 편성

## 상징
- 교화 - 장미

장미꽃은 곱고 탐스럽기 때문에 ‘꽃 중의 꽃’이라고 합니다. ‘아름다운 꽃’ 장미꽃을 닮아 항상 웃는 얼굴로 이웃을 위하고 나라를 위하는 아름다운 마음의 장미꽃을 피우는 어린이가 됩시다.
- 교목 - 회양목

회양목은 언제나 푸르름을 잃지 않습니다. 회양목의 꿋꿋한 기상을 배워 어떤 어려움이라도 참고 이기며 항상 푸른 꿈을 지닌 어린이가 됩시다.

## 참고 자료
- 상주중앙초등학교 - 한국교육학술정보원 학교알리미